# Inger Schörling
Inger Schörling, née le 7 mars 1946 à Kalvträsk, est une femme politique suédoise.
Membre du Parti de l'environnement Les Verts, elle siège au Riksdag de 1988 à 1991 à et au Parlement européen de 1995 à 2004.